# SIE Japan Studio
SIE Japan Studio (SIEJ) (ソニー・インタラクティブエンタテインメント・ジャパン・スタジオ) is een Japanse producent en ontwikkelaar van het moederbedrijf Sony Interactive Entertainment (SIE), bekend van de Ape Escape, LocoRoco en Patapon serie. Japan Studio werkt als onderdeel van SIE Worldwide Studios. De ontwikkelingsgroep omvat ook Team Ico die bekend zijn van de PlayStation 2 spellen Ico en Shadow of the Colossus; en Team Gravity (voorheen Project Siren) bekend van de Siren en Gravity Rush serie.

## Computerspellen
| Titel                            | Uitgebracht | Platform(s)                         | Aantekeningen                                            |
| -------------------------------- | ----------- | ----------------------------------- | -------------------------------------------------------- |
| Ape Escape                       | 1999        | PlayStation                         |                                                          |
| The Legend of Dragoon            | 1999        | PlayStation                         |                                                          |
| Pipo Saru 2001                   | 2001        | PlayStation 2                       |                                                          |
| Ape Escape 2                     | 2001        | PlayStation 2                       |                                                          |
| Ico                              | 2001        | PlayStation 2                       | Ontwikkeld met Team Ico                                  |
| Forbidden Siren                  | 2003        | PlayStation 2                       | Ontwikkeld met Project Siren                             |
| Ape Escape Academy               | 2004        | PlayStation Portable                |                                                          |
| Ape Escape: On The Loose         | 2005        | PlayStation Portable                |                                                          |
| Rogue Galaxy                     | 2005        | PlayStation 2                       | Ontwikkeld met Level-5                                   |
| Ape Escape 3                     | 2005        | PlayStation 2                       |                                                          |
| Shadow of the Colossus           | 2005        | PlayStation 2                       | Ontwikkeld met Team Ico                                  |
| Forbidden Siren 2                | 2006        | PlayStation 2                       | Ontwikkeld met Project Siren                             |
| LocoRoco                         | 2006        | PlayStation Portable                |                                                          |
| Mainichi Issho                   | 2006        | PlayStation 3, PlayStation Portable | Ontwikkeld met Game Arts en Bexide                       |
| Piyotama                         | 2007        | PlayStation 3, PlayStation Portable |                                                          |
| LocoRoco Cocoreccho!             | 2007        | PlayStation 3                       |                                                          |
| Boku no Natsuyasumi 3            | 2007        | PlayStation 3                       | Ontwikkeld met Millennium Kitchen                        |
| The Eye of Judgment              | 2007        | PlayStation 3                       |                                                          |
| Patapon                          | 2007        | PlayStation Portable                | Ontwikkeld met Pyramid                                   |
| Echochrome                       | 2008        | PlayStation 3, PlayStation Portable |                                                          |
| Siren: Blood Curse               | 2008        | PlayStation 3                       | Ontwikkeld met Project Siren                             |
| The Last Guy                     | 2008        | PlayStation 3                       |                                                          |
| LocoRoco 2                       | 2008        | PlayStation Portable                |                                                          |
| LocoRoco Midnight Carnival       | 2009        | PlayStation Portable                |                                                          |
| Patapon 2                        | 2008        | PlayStation Portable                | Ontwikkeld met Pyramid                                   |
| White Knight Chronicles          | 2008        | PlayStation 3                       | Ontwikkeld met Level-5                                   |
| Demon's Souls                    | 2009        | PlayStation 3                       | Geproduceerd met From Software                           |
| Trash Panic                      | 2009        | PlayStation 3                       |                                                          |
| Numblast                         | 2009        | PlayStation 3                       |                                                          |
| The Eye of Judgment: Legends     | 2010        | PlayStation Portable                |                                                          |
| Patchwork Heroes                 | 2010        | PlayStation Portable                | Ontwikkeld met Acquire                                   |
| White Knight Chronicles II       | 2010        | PlayStation 3                       | Ontwikkeld met Level-5                                   |
| Kung Fu Rider                    | 2010        | PlayStation 3                       |                                                          |
| No Heroes Allowed                | 2010        | PlayStation Portable                | Ontwikkeld met Acquire                                   |
| Beat Sketcher                    | 2010        | PlayStation 3                       | Ontwikkeld met Will co., Ltd                             |
| Ape Escape Fury! Fury!           | 2010        | PlayStation 3                       |                                                          |
| Echochrome II                    | 2010        | PlayStation 3                       |                                                          |
| White Knight Chronicles: Origins | 2011        | PlayStation Portable                | Ontwikkeld met Matrix Software                           |
| Bleach: Soul Resurrección        | 2011        | PlayStation 3                       | Ontwikkeld met Racjin                                    |
| Patapon 3                        | 2011        | PlayStation Portable                | Ontwikkeld met Pyramid                                   |
| Gravity Rush                     | 2012        | PlayStation Vita                    | Ontwikkeld met Team Gravity                              |
| Tokyo Jungle                     | 2012        | PlayStation 3                       | Ontwikkeld met PlayStation C.A.M.P. en Crispy's          |
| Open Me!                         | 2012        | PlayStation Vita                    | Ontwikkeld met PlayStation C.A.M.P.                      |
| Soul Sacrifice                   | 2013        | PlayStation Vita                    | Ontwikkeld met Marvelous AQL en Comcept                  |
| Puppeteer                        | 2013        | PlayStation 3                       |                                                          |
| Rain                             | 2013        | PlayStation 3                       | Ontwikkeld met PlayStation C.A.M.P. en Acquire           |
| Knack                            | 2013        | PlayStation 4                       |                                                          |
| The Playroom                     | 2013        | PlayStation 4                       |                                                          |
| Destiny of Spirits               | 2014        | PlayStation Vita                    | Ontwikkeld met Q Entertainment                           |
| Freedom Wars                     | 2014        | PlayStation Vita                    | Ontwikkeld met Shift and Dimps                           |
| Soul Sacrifice Delta             | 2014        | PlayStation Vita                    | Ontwikkeld met Marvelous AQL en Comcept                  |
| Bloodborne                       | 2015        | PlayStation 4                       | Geproduceerd met From Software                           |
| Gravity Rush Remastered          | 2015        | PlayStation 4                       | Ontwikkeld met Team Gravity en Bluepoint Games           |
| The Last Guardian                | 2016        | PlayStation 4                       | Ontwikkeld met genDESIGN                                 |
| The Tomorrow Children            | 2016        | PlayStation 4                       | Ontwikkeld met Q-Games                                   |
| The Playroom VR                  | 2016        | PlayStation 4                       | PlayStation VR exclusief                                 |
| Gravity Rush 2                   | 2017        | PlayStation 4                       | Ontwikkeld met Team Gravity                              |
| No Heroes Allowed! VR            | 2017        | PlayStation 4                       | Ontwikkeld met Acquire; PlayStation VR exclusief         |
| Everybody's Golf                 | 2017        | PlayStation 4                       | Ontwikkeld met Clap Hanz                                 |
| Knack II                         | 2017        | PlayStation 4                       |                                                          |
| The Last Guardian VR Demo        | 2017        | PlayStation 4                       | PlayStation VR exclusief                                 |
| Shadow of the Colossus           | 2018        | PlayStation 4                       | Ontwikkeld met Bluepoint Games                           |
| Astro Bot Rescue Mission         | 2018        | PlayStation 4                       | PlayStation VR exclusief                                 |
| Déraciné                         | 2018        | PlayStation 4                       | Geproduceerd met From Software; PlayStation VR exclusief |
| Everybody's Golf VR              | 2019        | PlayStation 4                       | Ontwikkeld met Clap Hanz; PlayStation VR exclusief       |
| Astro's Playroom                 | 2020        | PlayStation 5                       |                                                          |
| Demon's Souls                    | 2020        | PlayStation 5                       | Geproduceerd met Bluepoint Games                         |